# Matthew Fox
Matthew Chandler Fox (Abington, 14 de julho de 1966) é um ator americano. Ele é conhecido por interpretar Charlie Salinger  no seriado de TV Party of Five e o médico Jack Shephard, protagonista de Lost.
Casou com Margherita Ronchi em 1991.
Participou também do filme Somos Marshall (We Are Marshall) de 2006, no papel de treinador auxiliar do time de futebol americano.
Interpretou o misterioso Corredor X, irmão de Speed Racer, a versão live action do clássico desenho Speed Racer, escrito e dirigido pelas irmãs Wachowski (trilogia Matrix) e produzido por Joe Silver.

## Biografia
Quando mais jovem, Matthew Fox viveu em várias partes dos país. Seus pais criaram gado longhorn (uma espécie com chifres longos) e cavalos, além de plantarem cevada para a cerveja Coors na cidade de Crowheart, Wyoming.
Entrou para a escola de ensino médio Wind River e fez pós-graduação na Deerfield Academy em Massachusetts. Logo após, Fox entrou para a Universidade Columbia, onde ele jogou futebol americano e se formou em economia com o intuito de trabalhar em Wall Street. A mãe de sua namorada era agente de modelos e foi quem o convenceu de tentar seguir essa carreira, isso o levou a fazer alguns comerciais de TV. Não muito depois, já estava convencido que essa seria a sua carreira. Então, Matthew dedicou-se a estudar atuação por dois anos na The School for Film and Television em Nova York. O primeiro passo de Fox para a fama foi com o papel de Charlie Salinger, o irmão mais velho, em O Quinteto (Party of Five). Fox também atuou na série Wings como participação especial em algumas partes. Ele casou-se com Margherita Ronchi em 1992. Eles têm dois filhos, Kyle e Byron.
Em 2 de Dezembro de 2006, Matthew apresentou o show de comédia da NBC, Saturday Night Live com os músicos convidados do Tenacious D.
Matthew co-estrelou o filme da Warner Bros " Somos Marshall", sobre o acidente de avião em 1970 que tirou a vida de quase todo o time de futebol americano da Universidade Marshall. Ele fez o papel do treinador Red Dawson, rival de Matthew McConaughey. A data de lançamento foi em 22 de Dezembro de 2006. Também fez um papel no filme "Ponto de Vista", no ano de 2007, sobre a tentativa de assassinato do presidente sendo vista por cinco diferentes perspectivas. Ele irá estrelar como os rivais de Dennis Quaid e Shelby Fenner.
Matthew fez ainda o papel do Dr. Jack Shephard na série televisiva Lost e do Corredor X em Speed Racer, dirigido pelas irmãs Wachowski.

### Filme
| ano  | título                         | papel                | notas          |
| ---- | ------------------------------ | -------------------- | -------------- |
| 1993 | Voltar do meu namorado         | Buck Van Patten      |                |
| 2003 | Um símbolo de seus pensamentos | Estrela do rock      | Curta-metragem |
| 2006 | Smokin' Aces                   | Bill Security Super  |                |
| 2006 | Somos Marshall                 | Red Dawson           |                |
| 2008 | Vantage Point                  | Kent Taylor          |                |
| 2008 | Speed Racer                    | Corredor X           |                |
| 2012 | Alex Cross                     | Picasso              |                |
| 2012 | Imperador                      | Geral Bonner Fellers |                |
| 2013 | ' 'Z Guerra Mundial' '         | USAF Parajumper      |                |
| 2015 | Extinção                       | Patrick              |                |
| 2015 | Bone Tomahawk                  | John Brooder         |                |

### Televisão
| Ano       | Título                    | Papel                 | Notas                                     |
| --------- | ------------------------- | --------------------- | ----------------------------------------- |
| 1992      | Wings                     | Ty Warner             | Episódio: "Diga que não é assim, Joe"     |
| 1992      | Dormitório do calouro     | Danny Foley           | 5 episódios                               |
| 1993      | 'CBS Schoolbreak Special' | Charlie Deevers       | Episódio: "Se eu morrer antes de acordar" |
| 1994-2000 | Party of Five             | Charlie salinger      | 142 episódios                             |
| 1995      | MADtv                     | Charlie salinger      | Episódio: "1.6"                           |
| 1999      | Por trás da máscara       | James jones           | Filme de televisão                        |
| 2002      | Assombrado                | Frank Taylor          | 12 episódios                              |
| 2004-2010 | Lost                      | Jack Shephard         | 113 episódios                             |
| 2006      | Saturday Night Live       | Ele mesmo (anfitrião) | Episódio: "Matthew Fox / Tenacious D"     |
| 2007-2008 | Lost: Missing Pieces      | Jack Shephard         | 4 episódios                               |

## Prêmios e indicações
| Ano  | Prémio                                                     | Categoria do prêmio                                                           | Título do trabalho | Resultado |
| ---- | ---------------------------------------------------------- | ----------------------------------------------------------------------------- | ------------------ | --------- |
| 2005 | Prêmios Satélite                                           | Prêmio Satélite de Melhor Ator em Série de Drama na Televisão                 | Lost               | Ganhou    |
| 2005 | Academia de ficção científica, fantasia e filmes de terror | Melhor Ator de Televisão                                                      | Lost               | Nomeado   |
| 2005 | Peoples Choice Awards                                      | Estrela de televisão masculina favorita                                       | Lost               | Nomeado   |
| 2005 | Teen Choice Awards                                         | Choice TV Ator: Drama                                                         | Lost               | Nomeado   |
| 2005 | Teen Choice Awards                                         | Choice TV: Chemistry (compartilhado com Evangeline Lilly )                    | Lost               | Nomeado   |
| 2005 | Prêmios da Television Critics Association                  | Realização Individual em Drama                                                | Lost               | Nomeado   |
| 2006 | Academia de ficção científica, fantasia e filmes de terror | Melhor Ator de Televisão                                                      | Lost               | Ganhou    |
| 2006 | National Television Awards                                 | Ator Mais Popular                                                             | Lost               | Nomeado   |
| 2006 | Saturn Awards                                              | Melhor ator principal de uma série de televisão                               | Lost               | Ganhou    |
| 2006 | Globo de Ouro                                              | Melhor Ator Principal em um Drama                                             | Lost               | Nomeado   |
| 2006 | Screen Actors Guild Awards                                 | Prêmio Screen Actors Guild de Melhor Performance de Elenco em Série Dramática | Lost               | Ganhou    |
| 2006 | Teen Choice Awards                                         | Choice TV Ator: Ação / Drama                                                  | Lost               | Nomeado   |
| 2006 | Teen Choice Awards                                         | Choice TV Chemistry ( compartilhado com Josh Holloway e Evangeline Lilly )    | Lost               | Nomeado   |
| 2007 | Saturn Awards                                              | Melhor ator principal de uma série de televisão                               | Lost               | Nomeado   |
| 2007 | Teen Choice Awards                                         | Choice TV Ator: Drama                                                         | Lost               | Nomeado   |
| 2008 | Saturn Awards                                              | Prêmio Saturno de Melhor Ator na Televisão                                    | Lost               | Ganhou    |
| 2008 | Academia de ficção científica, fantasia e filmes de terror | Melhor Ator de Televisão                                                      | Lost               | Ganhou    |
| 2008 | Prism Awards                                               | Desempenho em um episódio de série dramática                                  | Lost               | Nomeado   |
| 2008 | Teen Choice Awards                                         | Choice TV Actor: Ação                                                         | Lost               | Nomeado   |
| 2009 | Saturn Awards                                              | Melhor ator principal de uma série de televisão                               | Lost               | Nomeado   |
| 2009 | Teen Choice Awards                                         | Choice TV Actor: Ação                                                         | Lost               | Nomeado   |
| 2009 | People's Choice Awards                                     | Ator de TV favorito - Drama                                                   | Lost               | Nomeado   |
| 2010 | Saturn Awards                                              | Melhor ator principal de uma série de televisão                               | Lost               | Nomeado   |
| 2010 | Emmy Awards                                                | Melhor ator em série dramática                                                | Lost               | Nomeado   |
| 2010 | Prémios Scream                                             | Excelente desempenho televisivo                                               | Lost               | Ganhou    |
| 2010 | Prémios Scream                                             | Excelente elenco                                                              | Lost               | Nomeado   |
| 2010 | Prémios Scream                                             | Melhor ator de ficção científica                                              | Lost               | Nomeado   |